# Mysidia sanguinea
Mysidia sanguinea är en insektsart som beskrevs av Broomfield 1985. Mysidia sanguinea ingår i släktet Mysidia och familjen Derbidae. Inga underarter finns listade i Catalogue of Life.